# Bailleul-sur-Thérain
Bailleul-sur-Thérain település Franciaországban, Oise megyében. Lakosainak száma 2328 fő (2022. január 1.). Bailleul-sur-Thérain Bresles, Hermes, Montreuil-sur-Thérain, Rochy-Condé, Villers-Saint-Sépulcre és Warluis községekkel határos.

## Népesség
A település népességének változása:
| Lakosok száma | 2065 | 2068 | 2156 | 2175 | 2247 | 2318 | 2321 | 2323 | 2328 |
|               | 2013 | 2015 | 2016 | 2017 | 2018 | 2019 | 2020 | 2021 | 2022 |